# Кажани
Кажани (мкд. Кажани) су насеље у Северној Македонији, у јужном делу државе. Кажани припадају општини Битољ.

## Географија
Насеље Кажани је смештено у јужном делу Северне Македоније. Од најближег већег града, Битоља, насеље је удаљено 20 km западно.
Кажани се налазе у области Ђаваткол, планинске области између Пелагоније и басена Преспанског језера. Насеље је смештено на северним падинама планине Баба, док се северозападно од села издиже планина Бигла. Близу села су границе националног парка „Пелистер“. Кроз село протиче речица Шемница горњим делом свог тока. Надморска висина насеља је приближно 880 метара.
Клима у насељу је планинска због знатне надморске висине.

## Становништво
Кажани су према последњем попису из 2021. године имали 31 становника.
| Национални састав према попису из 2021.‍ | Национални састав према попису из 2021.‍ | Национални састав према попису из 2021.‍ | Национални састав према попису из 2021.‍ | Национални састав према попису из 2021.‍ |
| --------------------------------------- | --------------------------------------- | --------------------------------------- | --------------------------------------- | --------------------------------------- |
|                                         |                                         |                                         |                                         |                                         |
| Македонци                               | Македонци                               |                                         | 21                                      | 67,7%                                   |
| Албанци                                 | Албанци                                 |                                         | 8                                       | 25,8%                                   |

Већинска вероисповест је православље.